# Prinzersdorf
Prinzersdorf är en ort och kommun  i Österrike. Den ligger i distriktet Sankt Pölten-Land i förbundslandet Niederösterreich, 60 kilometer väster om huvudstaden Wien.
Kommunen består av två orter (Ortschaften) (inom parentes invånarantal 1 januari 2024):
- Prinzersdorf (1 648)
- Uttendorf (59)